# トロリーボート

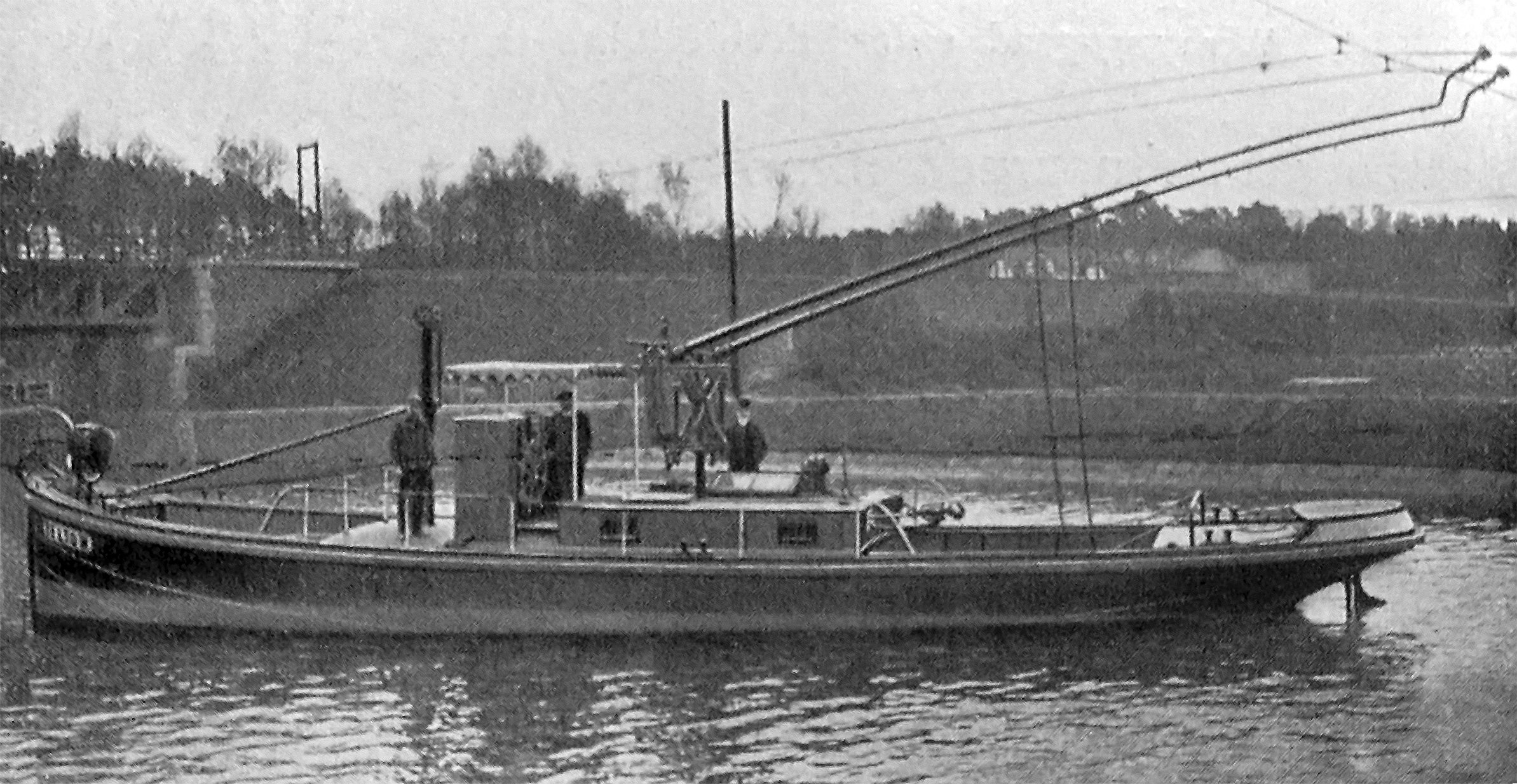
テルトウ - テルトウ運河のトロリーボート

トロリーボートは運河、特にトンネル区間で用いられる電動のボートを示す造語である。このボートは路面電車やトロリーバスと同様に1本または2本の架空線から集電する。

## 歴史

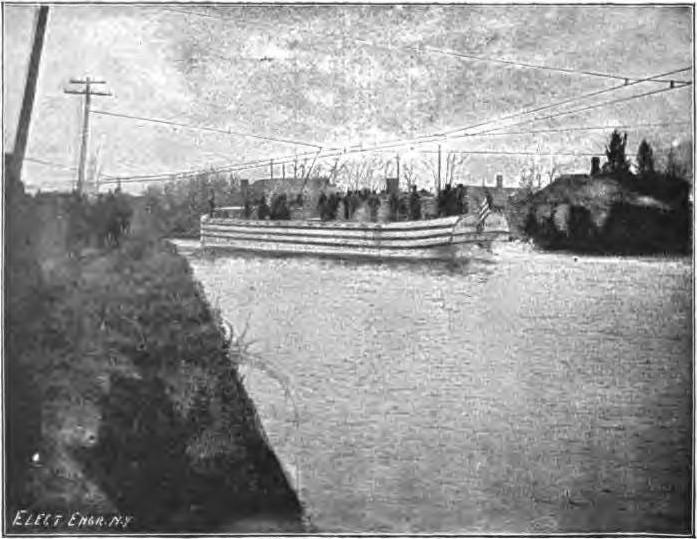
フランクW.ホーリーによって開発されたトロリーボートのエリー運河での実演

フランクW.ハーレイは既存の蒸気駆動の運河ボートをトロリーボートに改造し、1893年にエリー運河でその利点と限界を実証した。このボートはそれぞれ19キロワット（25馬力）の2つの電気モーターでプロペラを駆動した。
1899年からブリュッセル - シャルルロア運河の延長2½マイル(4 km)の区間で、タグボートとしてプロペラ駆動のトロリーボートが運航された。1933年にマルヌ・ライン運河の一部に別の施設が建設され、現在も使用されている。フランスのプイイアンオオワカントンにあるブルゴーニュ運河の延長2マイル（3,3 km）の運河トンネルに延長3¾マイル(6 km)の架空線が設置された。
2012年にオレゴン州ポートランドのDiversified Marineがオレゴン州にある川幅220メートルのウィラメット川にマリオン郡とポーク郡を結ぶブエナビスタフェリーを新設した。このフェリーは架空線より動力を得ている。シュトラウスゼーフェリーは、2014年9月にハスマースハイムのフェリーボートが廃止されて以降、ドイツにある唯一のトロリーフェリーである。このフェリーの架空線は1本である。

## 追加の写真

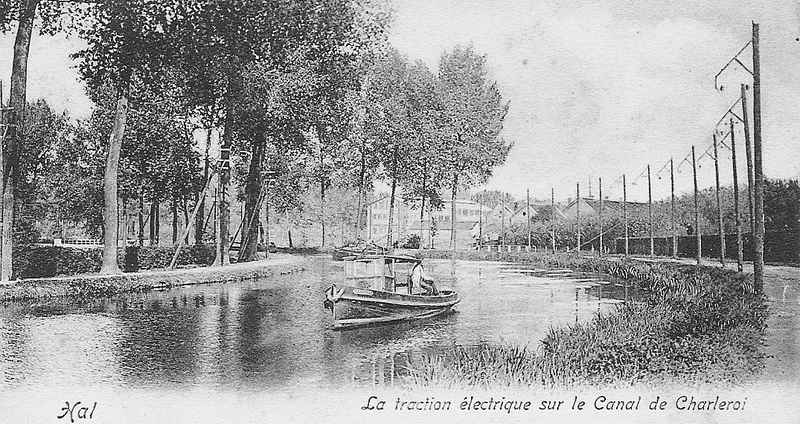
ブリュッセル - シャルルロア運河のトロリーボート
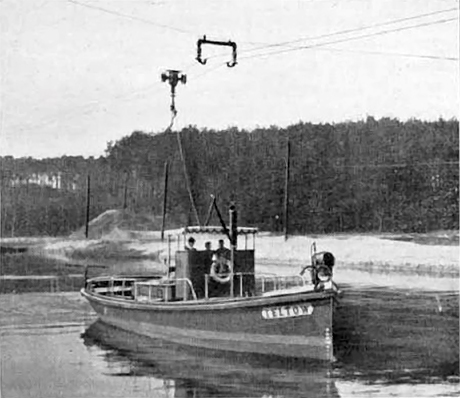
テルトウ - テルトウ運河のトロリーボート
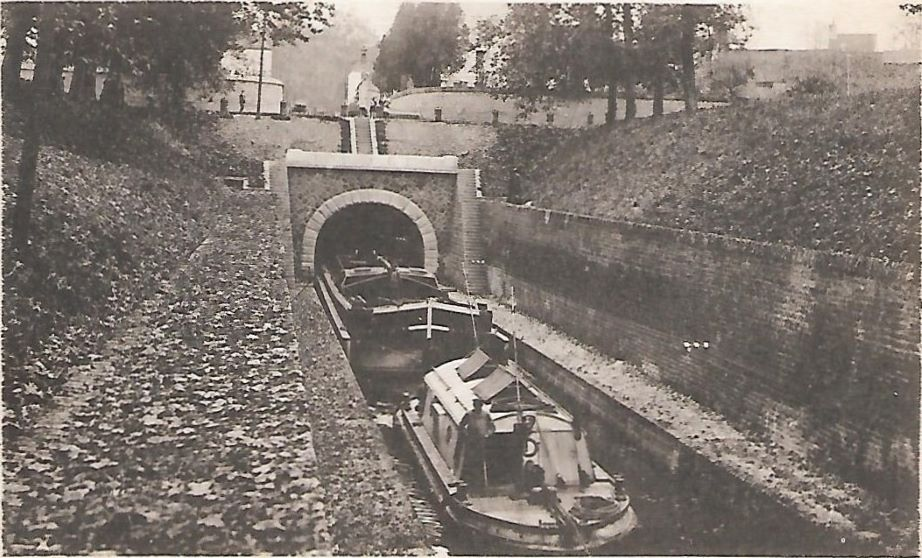
プイイアンオオワの運河トンネルのトロリーボート